# جبل شبيرون
جبل شبيرون هو جبل يقع في شمال موزمبيق في منطقة ميلانجي بمقاطعة زامبيزيا، على بعد 40 كم جنوب غرب مدينة ميلانجي.
يرتفع جبل تشيبرون من السهول المحيطة به، على بعد 50 كم جنوب جبل مولانجي في جنوب ملاوي. تشكل السهول الواقعة إلى الشمال جزءًا من هضبة أفريقيا الوسطى التي يتراوح ارتفاعها بين 400 و450 مترًا. السهول الواقعة إلى الجنوب منخفضة، ويتراوح ارتفاعها بين 200 و350 مترًا، وتنحدر باتجاه نهر زامبيزي. يقع وادي نهر شاير، وهو جزء من نظام وادي الصدع الأفريقي، على بعد 35 كم إلى الغرب.
تبلغ مساحة الجبل حوالي 100 كيلومتر مربع فوق ارتفاع 600 متر، مع حوالي 4915 هكتارًا فوق ارتفاع 800 متر، و2770 هكتارًا فوق ارتفاع 1000 متر، و110 هكتارات فقط فوق ارتفاع 1800 متر.

## النباتات
تختلف المجتمعات النباتية على جبل تشيبرون حسب الارتفاع والتعرض.
تنتشر غابات ميومبو بشكل كبير على ارتفاع أقل من 1000 متر. أُزيلت معظم الغابات التي تقع على ارتفاع أقل من 800 متر من أجل الزراعة، مع بقاء معظم الغابات المتبقية على المنحدرات الشمالية والغربية.
على ارتفاع يزيد عن 1000 متر، تتحول الغابات إلى غابات متوسطة الارتفاع. أنواع الأشجار الرئيسية هي: نيوتونيا بوشاناني، وسترومبوسيا شيفليري، ورينوريا كونفالاريويدس، وغامبيا جورونجوسانا، وأشجار خايا أنثوثيكا الكبيرة المتناثرة. توجد أشجار مثل: تريمة شرقية على حواف الغابات، وفي الأماكن التي تتحول فيها الغابة إلى غابات.
توجد الغابات المرتفعة على ارتفاع يزيد عن 1600 متر.